# Банатска Дубица
Банатска Дубица, некада Мала Маргита (мађ. Kismargita) је насељено место у општини Сечањ, у Средњобанатском управном округу, у Србији. Према попису из 2022. било је 262 становника.

## Историја
Ово место постоји већ 1685. године. Три године касније 1688-1689. пописано је 40 кућа, које су дале на име контрибуције аустријској војсци 800 ф, 120 мерица жита и 20 волова. Потпадала је Маргитица под панчевачку нахију, а затим и истиоимени санџак. После ослобођења Баната од Турака, улази као коморско село у Неузински процес. Пописано је у селу 1717. године само 10 домова. Од 1742. године пребачена је Маргитица у Бечкеречки дистрикт. Место је мање-више страдало у сваком рату на својој територији. Године 1753. у месту је забележено 26 контрибуената (пореских обвезника). Село "Маргита" је 1764. године православна парохија у Боканском протопрезвирату. Маргитица је 1773. године ушла у банатски граничарски кордон. Аустријски царски ревизор Ерлер је следеће 1774. године констатовао да место "Маргитта" припада Тамишком округу, Бечкеречког дистрикта. Има милитарски статус а становништво је било српско. Године 1776. прешла је из Илирско-банатског у Немачко-банатски пук, са седиштем у Панчеву. Била је увек штација у јарковачкој компанији, уз Добрицу и Уздин. После развојачења 1872. године прелази та општина у састав Торонталске жупаније, са седиштем у Великом Бечкереку.
Током историје Банатска Дубица мења своје име неколико пута назив:
- Године:
- 1685. — Маргитице
- 1888. —
- 1919. — Мала Маргита
- 1922. — Маргитица

За време мађарске буне 1848. године, у српској војсци једном јединицом је командовао изслужени каплар Васа Чакован из Маргитице. По митрополијском попису из 1865. године, у месту је 1081 православна душа, а ту има једна православна парохија пете платежне класе.
Маргитица 1905. године има статус велике општине, у Алибунарском срезу. Ту живи тада 1123 становника у 254 дома, и све су православни Срби. Мада по броју душа Срби чине 100% становништва, према поседу они стоје са 55%, јер су власници пола атара са стране. Најближа пошта је у Добрици, а због телефона и брзојава морали су ићи мештани у Јарковац.
Године 1927. Министарство грађевина је одобрило изградњу једног моста преко Брзаве и канала Терезије, преко којег иде срески друм Маргитица-Бока. По предрачуну трошак градње износи 400.000 динара На општинским изборима 1927. године у Маргитицу су победили радикали (са 152 гласа - 13 одборника) демократе (са 90 гласова - 7 одборника). На општинским изборима у Маргитици 1933. године, победио је Милорад Крачун са 252 гласа. Министар пољопривреде је 1940. године одликовао орденом Св. Саве петог реда, заслужног земљорадника из Маргитице, Радета Лукића.

## Црква и школа
Православно парохијско звање у Маргитици је основано 1757. године, а све црквене матичне књиге се воде од 1779. године. Прва црква православна посвећена празнику Духовима, грађена је 1737. године "готском" стилу. Године 1783. подигнута је друга црква, а 1803. године израдио је иконостас сликар Данијел Алексић из Арада. Поред старих зографских целивајућих икона, две веће иконе радио је молер Радаков из Вршца 1845. године. Друге целивајуће иконе дело су руку добричког учитеља Лазара Николића. Парохијски дом је наводно грађен још 1779. године. Православни парох 1797. године поп Атанасије Пожаревачки (рукоположен 1789) знао је поред српског и румунски језик. Мала капелица подигнута ван насеља 1966. године, на месту претходне старе, посвећена је празнику Успенију Пресвете Богородице.
Између 1820-1825. године парох у Маргитици, био је Милутин Петровачки "Лута" из Орловата. Претплатник српског књижевног часописа 1841. године био је парох маргитички Никола Поповић. Из списка претплатника српске књиге види се ко је културно предњачио у месту 1842. године: Димитрије Марковић парох администратор, Георгије Враговић учитељ, Василије Мања ислужени каплар и тутор црквени, Василије Чакован каплар, Димитрије Марјанов каплар, Никола Жебељан црквени син (црквењак) и земљеделац и "љубитељ књига" Ефтимије Царан. По државном шематизму православног клира у Угарској из 1846. године у месту има 1095 православних душа. У једној парохији свештеник је поп Димитрије Марковић.
Дана 20. јуна 1893. године спроведена је у Маргитици, лицитација за "сликање, злаћење иконостаса и малање цркве". По предрачуну сликање и злаћење трошак износи 2800 ф. Те године парох и председник црквене општине је био поп Димитрије Шајић. Иконостас је 1893. осликао Душан Алексић из Арада. Септембра 1902. године расписан је стечај за место пароха, са петом платежном класом у Малој Маргити. Године 1905. у месту је српска црквена општина, скупштина је редовна под председништвом Николе Радонића. Црквено-општински посед износи 65 кј. земље, а постоји српско православно гробље. Православна парохија је пете платежне класе, а парохијска сесија износи 33 кј. земље. Парох је тада поп Макса Вујић, родом из Панчева, у месту служи три године.
Број ученика у српској народној школи у Маргитици 1846. године износи 140, а наставу изводи учитељ Георгије Враговић. Владимиру Радосављевићу привременом учитељу у Маргитици дозвољава се 1881. године да поправи негативне оцене добијене у првом разреду сомборске Препарандије, и да после редовнo у њу долази. Радосављевић је 1882. године напустио Маргитицу, и прешао на службу у Толвадију. Због тога је децембра 1882. године расписан стечај за упражњено место српског учитеља у Маргитици. У јесен 1884. године привремени учитељ у Маргитици, Стеван Мишковић се прима за редовног ученика првог разреда Учитељске школе у Сомбору. Године 1905. школа у месту је комунална (од 1878), са српским и мађарским наставним језиком. Има једно школско здање подигнуто још 1825. године и уређен школски врт. У једној јединој дворници (учионици) седе ђаци сва четири разреда. Редовну наставу прати 102 ђака, а у недељну школу долази 30 ученика старијег узраста. Учитељ је тада Живојин Поповић, родом из Перлеза, који већ 12 година служи у селу и бави се вртларством и пчеларством. Јарковчанка попадија Меланија племенита Бота, скупила је 1912. године прилог у оближњој Маргитици од 13 круна, за зидање школа у будимској епархији.
Руски емигрант који је био учитељ у Русији, Павле Задер са допунским испитом, постављен је 1923. године за в.д. учитеља у Маргитици. Сава Вељковић је учитељ у Маргитици 1929-1935. године, па премештен у Добрицу. Спасић Меланија учитељица у Маргитици је 1930. године премештена у оближње Јасеново. Десанка М. Максимовић учитељица приправница премештена је 1931. године из Парабуђа, у банатску Маргитицу. Она ће 1934. године прећи из Маргитице, у Владимировац банатски. Учитељица Марија Б. Цветковић је 1934. године прешла из Владимировца, у Маргитицу на службу. Она је 1936. године постављена за управитељицу тамошње државне народне школе. Круна Ж. Пиварски учитељица у Добрици, прешла је 1935. године у Маргитицу да ради, све до 1938. године када прелази у Иланџу. Она се 1936. године удала за студента права Стевана Николајевића, и променила презиме у Николајевић. Зорица Папић учитељица са службом у Топоници у Србији, премештена је 1938. године у Маргитицу у школу. Учитељ Димитрије Мита Ранков из места Скудрина у Македонији, прешао је 1940. године у маргитичку школу.
Маргитички трговац Љубомир Тодосин је 1887-1889. године био као претплатник Змајевог хумористичког листа "Стармали", дужан 14,59 ф.
- Популација кроз историју.

| Година пописа | 1869. | 1880. | 1890. | 1890. | 1900. | 1910. | 1921. |
| Становника    | 1.053 | 1.058 | 1.071 | 1.048 | 1.048 | 1.144 | 2.794 |

## Демографија
У насељу Банатска Дубица живи 346 пунолетних становника, а просечна старост становништва износи 44,4 година (40,8 код мушкараца и 47,8 код жена). У насељу има 158 домаћинстава, а просечан број чланова по домаћинству је 2,71.
Ово насеље је углавном насељено Србима (према попису из 2002. године), а у последња три пописа, примећен је пад у броју становника.
|  |

| Демографија | Демографија | Демографија |
| Година      | Становника  | Становника  |
| ----------- | ----------- | ----------- |
| 1948.       | 896         |             |
| 1953.       | 936         |             |
| 1961.       | 847         |             |
| 1971.       | 660         |             |
| 1981.       | 566         |             |
| 1991.       | 507         | 492         |
| 2002.       | 428         | 455         |
| 2011.       | 319         |             |

| Етнички састав према попису из 2002.‍ | Етнички састав према попису из 2002.‍ | Етнички састав према попису из 2002.‍ | Етнички састав према попису из 2002.‍ | Етнички састав према попису из 2002.‍ |
| ------------------------------------ | ------------------------------------ | ------------------------------------ | ------------------------------------ | ------------------------------------ |
|                                      |                                      |                                      |                                      |                                      |
| Срби                                 | Срби                                 |                                      | 365                                  | 85,28%                               |
| Југословени                          | Југословени                          |                                      | 16                                   | 3,73%                                |
| Словаци                              | Словаци                              |                                      | 15                                   | 3,50%                                |
| Мађари                               | Мађари                               |                                      | 14                                   | 3,27%                                |
| Роми                                 | Роми                                 |                                      | 6                                    | 1,40%                                |
| Хрвати                               | Хрвати                               |                                      | 2                                    | 0,46%                                |
| непознато                            | непознато                            |                                      | 1                                    | 0,23%                                |

| \| \| м \| \| \| ж \| \| ? \| 1 \| \| \| 0 \| \| 80+ \| 3 \| \| \| 11 \| \| 75—79 \| 6 \| \| \| 15 \| \| 70—74 \| 16 \| \| \| 25 \| \| 65—69 \| 15 \| \| \| 10 \| \| 60—64 \| 14 \| \| \| 19 \| \| 55—59 \| 9 \| \| \| 18 \| \| 50—54 \| 9 \| \| \| 13 \| \| 45—49 \| 22 \| \| \| 14 \| \| 40—44 \| 17 \| \| \| 14 \| \| 35—39 \| 17 \| \| \| 10 \| \| 30—34 \| 7 \| \| \| 12 \| \| 25—29 \| 15 \| \| \| 11 \| \| 20—24 \| 9 \| \| \| 8 \| \| 15—19 \| 10 \| \| \| 13 \| \| 10—14 \| 19 \| \| \| 13 \| \| 5—9 \| 16 \| \| \| 4 \| \| 0—4 \| 5 \| \| \| 8 \| \| Просек : \| 40,8 \| \| \| 47,8 \| |      |  |  |      |
| |      |  |  |      |
| | м    |  |  | ж    |
| ? | 1    |  |  | 0    |
| 80+ | 3    |  |  | 11   |
| 75—79 | 6    |  |  | 15   |
| 70—74 | 16   |  |  | 25   |
| 65—69 | 15   |  |  | 10   |
| 60—64 | 14   |  |  | 19   |
| 55—59 | 9    |  |  | 18   |
| 50—54 | 9    |  |  | 13   |
| 45—49 | 22   |  |  | 14   |
| 40—44 | 17   |  |  | 14   |
| 35—39 | 17   |  |  | 10   |
| 30—34 | 7    |  |  | 12   |
| 25—29 | 15   |  |  | 11   |
| 20—24 | 9    |  |  | 8    |
| 15—19 | 10   |  |  | 13   |
| 10—14 | 19   |  |  | 13   |
| 5—9 | 16   |  |  | 4    |
| 0—4 | 5    |  |  | 8    |
| Просек : | 40,8 |  |  | 47,8 |

| Година пописа     | 1948. | 1953. | 1961. | 1971. | 1981. | 1991. | 2002. |
| ----------------- | ----- | ----- | ----- | ----- | ----- | ----- | ----- |
| Број домаћинстава | 238   | 250   | 251   | 228   | 220   | 194   | 158   |

| Број чланова      | 1  | 2  | 3  | 4  | 5  | 6 | 7 | 8 | 9 | 10 и више | Просек |
| ----------------- | -- | -- | -- | -- | -- | - | - | - | - | --------- | ------ |
| Број домаћинстава | 38 | 47 | 31 | 17 | 16 | 8 | 1 | 0 | 0 | 0         | 2,71   |

| Пол    | Укупно | Неожењен/Неудата | Ожењен/Удата | Удовац/Удовица | Разведен/Разведена | Непознато |
| ------ | ------ | ---------------- | ------------ | -------------- | ------------------ | --------- |
| Мушки  | 170    | 36               | 113          | 9              | 7                  | 5         |
| Женски | 193    | 21               | 113          | 48             | 8                  | 3         |
| УКУПНО | 363    | 57               | 226          | 57             | 15                 | 8         |

| Пол    | Укупно                    | Пољопривреда, лов и шумарство | Рибарство                            | Вађење руде и камена | Прерађивачка индустрија       |
| ------ | ------------------------- | ----------------------------- | ------------------------------------ | -------------------- | ----------------------------- |
| Мушки  | 113                       | 72                            | 13                                   | 1                    | 7                             |
| Женски | 63                        | 54                            | 0                                    | 0                    | 0                             |
| Укупно | 176                       | 126                           | 13                                   | 1                    | 7                             |
|        |                           |                               |                                      |                      |                               |
| Пол    | Производња и снабдевање   | Грађевинарство                | Трговина                             | Хотели и ресторани   | Саобраћај, складиштење и везе |
| Мушки  | 1                         | 7                             | 3                                    | 1                    | 7                             |
| Женски | 0                         | 0                             | 3                                    | 0                    | 1                             |
| Укупно | 1                         | 7                             | 6                                    | 1                    | 8                             |
|        |                           |                               |                                      |                      |                               |
| Пол    | Финансијско посредовање   | Некретнине                    | Државна управа и одбрана             | Образовање           | Здравствени и социјални рад   |
| Мушки  | 0                         | 0                             | 0                                    | 0                    | 0                             |
| Женски | 0                         | 0                             | 2                                    | 1                    | 1                             |
| Укупно | 0                         | 0                             | 2                                    | 1                    | 1                             |
|        |                           |                               |                                      |                      |                               |
| Пол    | Остале услужне активности | Приватна домаћинства          | Екстериторијалне организације и тела | Непознато            | Непознато                     |
| Мушки  | 0                         | 0                             | 0                                    | 1                    | 1                             |
| Женски | 0                         | 1                             | 0                                    | 0                    | 0                             |
| Укупно | 0                         | 1                             | 0                                    | 1                    | 1                             |